# Copa América de fútbol playa 2014
La Copa América de Fútbol Playa 2014 fue la tercera edición del torneo patrocinado por Beach Soccer Worldwide (BSWW) que se desarrolló del 3 al 5 de enero en Recife, Brasil. Los equipos participantes fueron las selecciones nacionales de Brasil, Argentina, El Salvador y México. Brasil fue la selección ganadora del torneo por tercera ocasión consecutiva.

## Equipos participantes
| Equipos participantes | Equipos participantes | Equipos participantes | Equipos participantes |
| --------------------- | --------------------- | --------------------- | --------------------- |
| Brasil                | Argentina             | El Salvador           | México                |

## Sistema de competencia
El torneo se llevó a cabo bajo el sistema de eliminación directa de la siguiente manera:
- En la primera jornada los cuatro equipos participantes fueron emparejados.
- En la segunda jornada se enfrentaron los ganadores contra los perdedores de cada juego de la primera jornada.
- En la tercera jornada los perdedores de la segunda jornada se enfrentaron entre sí para decidir el tercer puesto, mientras que los ganadores decidieron el campeón del torneo.

## Posiciones
| Equipo      | Pts | PJ | PG | PG+ | PP | GF | GC | Dif |
| ----------- | --- | -- | -- | --- | -- | -- | -- | --- |
| Brasil      | 9   | 3  | 3  | 0   | 0  | 26 | 3  | 23  |
| Argentina   | 6   | 3  | 2  | 0   | 1  | 8  | 13 | -5  |
| México      | 3   | 3  | 1  | 0   | 2  | 8  | 18 | -10 |
| El Salvador | 0   | 3  | 0  | 0   | 3  | 6  | 14 | -8  |

## Calendario y resultados
| 3 de enero | Argentina | 4:2     | México |  |  |
|            |           | Reporte |        |  |  |

| 3 de enero | El Salvador | 1:6     | Brasil |  |  |
|            |             | Reporte |        |  |  |

| 4 de enero | Argentina | 3:1     | El Salvador |  |  |
|            |           | Reporte |             |  |  |

| 4 de enero | Brasil | 10:1    | México |  |  |
|            |        | Reporte |        |  |  |

| 5 de enero | México | 5:4 | El Salvador |  |  |

| 5 de enero | Brasil | 10:1 | Argentina |  |  |